# Akrisziosz
Akrisziosz (görög betűkkel Ἀκρίσιος) Argosz királya volt, Abasz és Aglaia fia. Egy jóslatból megtudta, hogy leányának, Danaénak gyermeke születik, aki megöli majd őt. Ennek a jóslatnak a hallatára Akrisziosz egy megközelíthetetlen bronztoronyba vagy mások szerint egy mély verembe zárta leányát, hogy férfi szemek még csak ne is illessék Danaét. Ám a hatalmas Zeusznak szemet szúrt Danaé szépsége, és beleszeretett az argoszi hercegnőbe. Aranyeső képében jelent meg Danaénál, akit így termékenyített meg. Akrisziosz meghallotta a gyermeksírást, ám nem volt elég bátorsága ahhoz, hogy megölje saját unokáját, így Danaét és fiát, Perszeuszt egy ládába zárva a tengerbe dobatta. Zeusz megkérte Poszeidónt, hogy csendesítse le a tengert, és vezesse el a ládát Szeriphosz szigetéhez.
Danaé és gyermeke partot értek a szigeten, ahol egy Diktusz nevű halász segített Danaénak felnevelni a fiút. Perszeusz volt az a hős, aki Polüdektész király kívánságára megölte Gorgót, avagy Meduszát. E kalandja után Perszeusz és Danaé visszatértek Argoszba, hogy megkeressék Akriszioszt, aki azonban Lariszában volt. Perszeusz utána indult, és amikor Lariszában látta a nagy sportversenyt, az egyik versenyre benevezett. A diszkoszvetésnél véletlenül eltalálta diszkoszával nagyapját, aki belehalt sérülésébe.
| Előző uralkodó: Proitosz | Argoszi király i. e. 14. század | Következő uralkodó: Perszeusz |